# Lirio entre espinas
Lirio entre espinas es una obra de teatro en un acto, estrenada el 29 de septiembre de 1911, firmada por Gregorio Martínez Sierra, la autoría es de su esposa  María Lejárraga con ilustraciones musicales de Jerónimo Jiménez.

## Argumento
Inspirada en los hechos de la Semana Trágica de Barcelona, durante las revueltas que tuvieron lugar en esa ciudad, la monja Sor Teresa, huyendo de la persecución, se refugia, sin saberlo, en una casa de mala reputación. Su primera intención es la de marcharse, pero pronto comprende el desgarrador estado de las meretrices e inicia su labor de redención con una de las chicas que ha sido herida, con su forma de ser se gana a todas las chicas que se arrepienten de su pasado. Ricardito que es un cliente idiota decide irse al asilo para estar siempre con Sor Teresa.

## Estreno
Teatro Apolo, Madrid, 29 de septiembre de 1911.
- Intérpretes: María Palou (Sor Teresa), Salvador Videgain, Pilar Pérez, Dionisia Lahera, Luis Manzano (Ricardito), Pura Martínez (Clarita), Carlos Rufart (Agustín), Elisa Moreu (La Bailaora), Julia Domínguez, Sr Soriano y M.Mihura.